# Nowy Tomyśl
Nowy Tomyśl (niem. Neutomischel) – miasto w woj. wielkopolskim, nad Szarką (dopływ Obry), siedziba powiatu nowotomyskiego i gminy miejsko-wiejskiej Nowy Tomyśl. W latach 1975–1998 miasto administracyjnie należało do woj. poznańskiego.
Według danych GUS z 30 czerwca 2023, miasto liczyło 13 702 mieszkańców.

## Położenie geograficzne
Nowy Tomyśl leży w zachodniej części województwa wielkopolskiego, przy osi Warszawa-Poznań-Berlin. Przez gminę przebiega autostrada A2 oraz międzynarodowa linia kolejowa E 20.
Miasto leży na sandrowej Nizinie Nowotomyskiej, w obniżeniu źródeł Szarcy i Dojcy, dopływów jezior zbąszyńskich oraz rzeki Obry.

## Historia
Pierwsze ślady osadnictwa na tych obszarach pochodzą sprzed 11 tys. lat (m.in. pozostałości grobów skrzynkowych koło Wytomyśla oraz smolarni pod Jastrzębskiem Starym).
Miejscowość Nowy Tomyśl powstała w XVIII wieku i jest jednym z najmłodszych miast Wielkopolski. W XVIII w. okolice Tomyśla zaczęli zagospodarowywać osadnicy olęderscy, sprowadzani przez właścicieli tych ziem, rodzinę Szołdrskich. Wśród nowych mieszkańców dominowali protestanccy Niemcy z Brandenburgii, Śląska i Pomorza, toteż wkrótce koniecznością stała się budowa zboru ewangelickiego. Świątynia powstała w osadzie nova colonia Glinki w 1780 r., a kilka lat później Feliks Antoni Ignacy Szołdrski postanowił lokować koło kościoła nowe miasto.
Ostatecznie osadzie nadano prawa miejskie i nazwę Nowy Tomyśl 8 kwietnia 1786 r. przywilejem wydanym przez króla Stanisława Augusta Poniatowskiego. Wieś dla odróżnienia nazwano Starym Tomyślem.

### Zabory Polski
Już kilka lat po lokacji miasto włączono do zaboru pruskiego. Podczas wojen napoleońskich po zwycięskim powstaniu wielkopolskim 1806 roku Nowy Tomyśl zajęty został przez powstańców i wkrótce znalazł się w granicach Księstwa Warszawskiego. Po jego upadku w 1815 roku znów powrócił we władanie państwa pruskiego.
W 1811 roku miasto liczyło 66 domów i 438 mieszkańców (w 1837 roku – 809 mieszk.). Działały tu warsztaty sukiennicze i garbarskie. W ciągu roku odbywały się cztery jarmarki: 11 kwietnia, 21 czerwca, 14 września oraz 28 listopada.
Od 1815 roku miasto było jednym z pięciu w podówczas utworzonym powiecie bukowskim.
Miasto było położone w leśnej części tego powiatu wśród osad olęderskich. W 1848 r. Buk utracił przywilej miasta powiatowego w ramach kary za udział w Wiośnie Ludów i urząd landrata przeniesiono tego samego roku do Nowego Tomyśla. W 1887 roku na mocy ustawy o podziale powiatów zlikwidowano powiat bukowski i utworzono dwa nowe: powiat grodziski i nowotomyski. W wyniku nowej zmiany administracyjnej miejscowość stała się miastem powiatowym.
Pod koniec XIX wieku było to jedyne miasto w Wielkopolsce bez kościoła katolickiego, a wszyscy katolicy należeli do parafii w odległym o 8 km Wytomyślu. W 1905 r. Nowy Tomyśl liczył 1985 mieszkańców, z czego 86,1% stanowili Niemcy, 8,2% – Polacy, zaś Żydzi – 5,7%. Ludność niemiecka dominowała w mieście aż do lat 20. XX w.

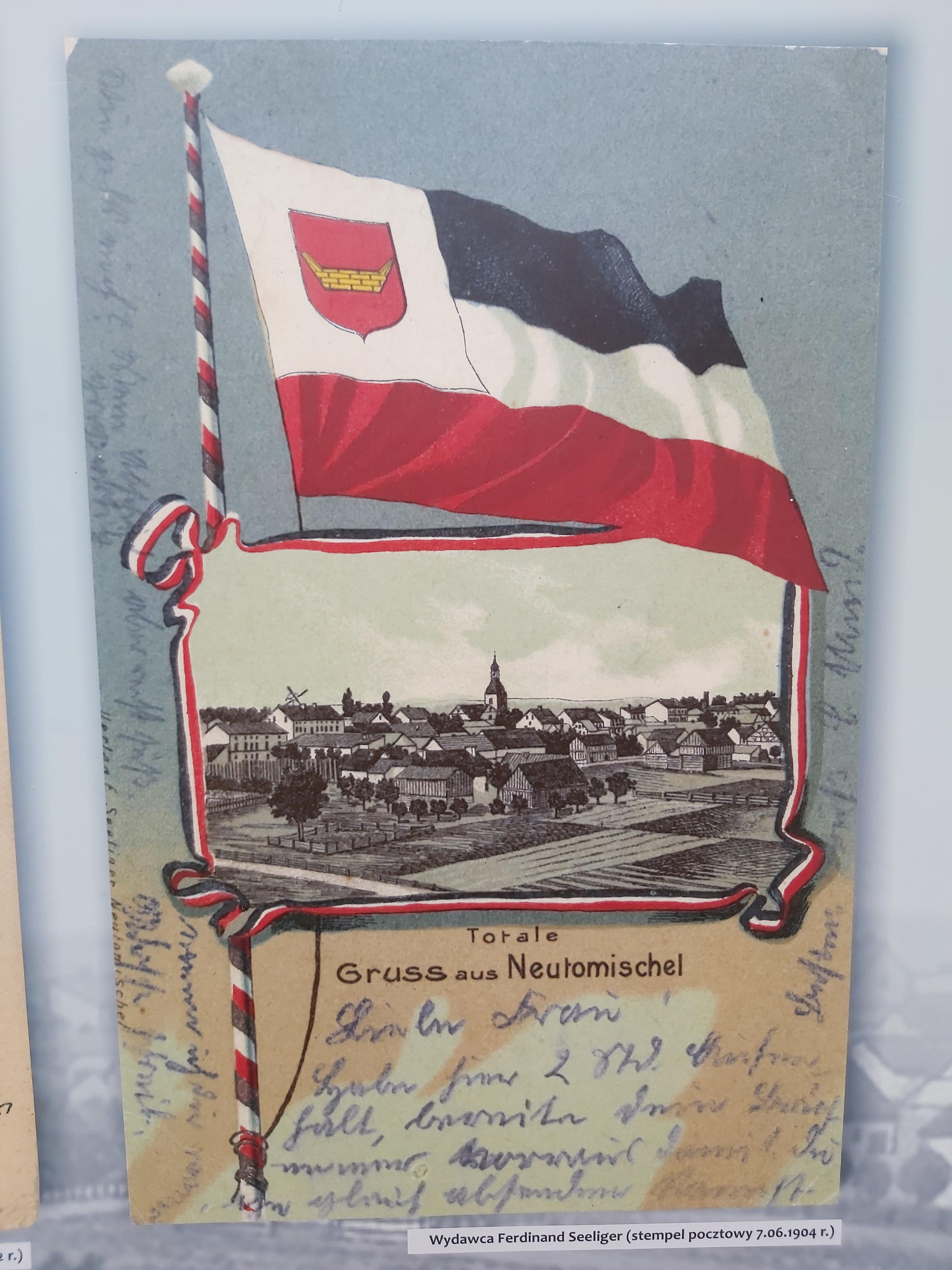
Pocztówka z 1904

W czasie zaborów w mieście funkcjonowały polskie organizacje i placówki jak Bank spółdzielczy oraz Towarzystwo Pożyczkowe.

### Okres międzywojenny
Pod dowództwem Edmunda Klemczaka, powstańcy wielkopolscy opanowali Nowy Tomyśl 3 stycznia 1919. Powrót miasta do Polski usankcjonował traktat wersalski z 28 czerwca 1919 r. W 1921 miasto liczyło 2083 mieszkańców oraz 240 domów. Do 1939 liczba mieszkańców wzrosła do 2750.
W okresie międzywojennym miasto miało charakter rzemieślniczo-handlowy. Funkcjonowały w nim zakłady produkcyjne: fabryka siatek żarowych, browar, młyny oraz tartaki.

### Okres II wojny światowej
Podczas II wojny światowej obszar ten był terenem silnej akcji germanizacyjnej, a mieszkańców polskiego pochodzenia wywożono na roboty do Niemiec lub do Generalnego Gubernatorstwa, a w zamian sprowadzono Niemców w ramach akcji kolonizacyjnej Heim ins Reich. Walki o miasto zakończyły się 27 stycznia 1945 roku co przyjmuje się za datę zakończenia okupacji niemieckiej.

### Okres powojenny
Po wojnie liczba mieszkańców wzrosła z 2700 w 1946 do 4696 w 1961. Miasto odbudowano ze zniszczeń wojennych oraz rozbudowano sieci: kanalizacyjną, wodociągową i gazową. Powstało 60 nowych domów mieszkalnych oraz kilka przeznaczonych dla administracji państwowej.
Powstała fabryka narzędzi chirurgicznych, która wybudowała nowe osiedle mieszkaniowe. Powstał nowy ośrodek zdrowia ze specjalistycznymi przychodniami oraz szpital powiatowy. W mieście otwarta została druga szkoła podstawowa, liceum ogólnokształcące, dwie szkoły zawodowe. Miasto wzbogaciło się także o dom kultury oraz miejski stadion sportowy.
Rozwinęła się gospodarka. W okresie PRL w mieście funkcjonowały zakłady produkcyjne: spółdzielnia wikliniarska, przetwórnia owocowo-warzywna, zakłady wylęgu drobiu. zakłady młynarskie, spółdzielnia pracy „Latex” produkująca tworzywa sztuczne. W zakładach tych pracowało w sumie ok. 3400 mieszkańców miasta i okolic.
W latach 1968–1972 miasto było siedzibą władz gromady Nowy Tomyśl.

## Komunikacja
W mieście jest stacja kolejowa Nowy Tomyśl.
W 2011 przy ul. Poznańskiej otworzono sanitarne lądowisko.

## Demografia

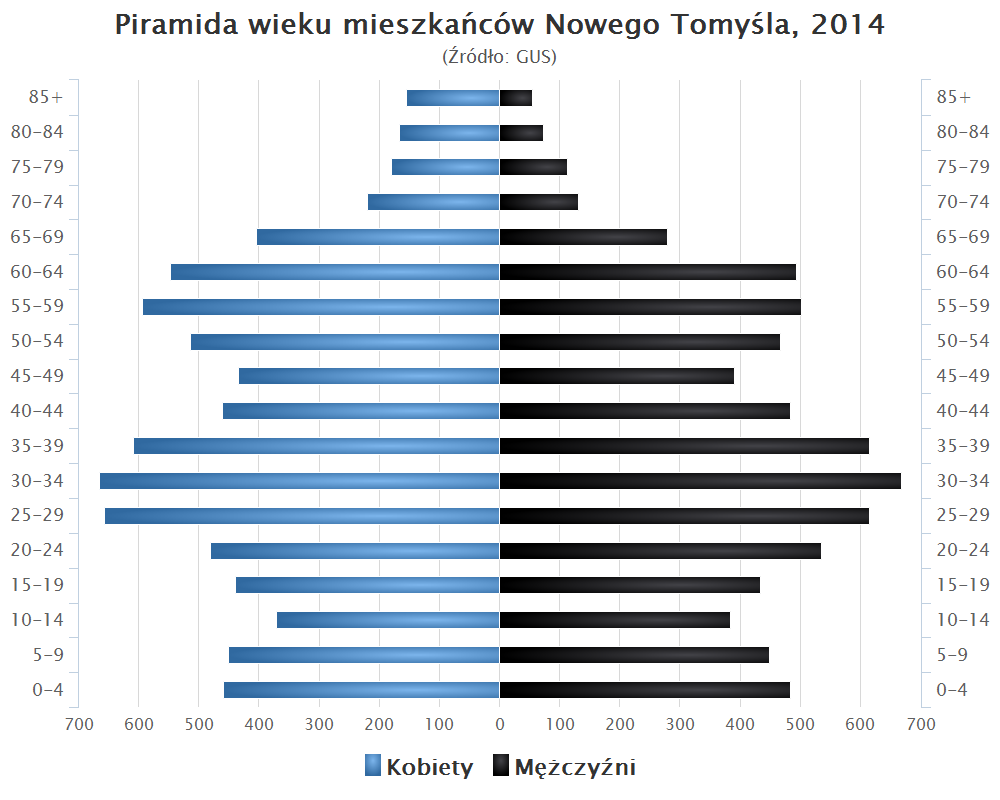
Piramida wieku mieszkańców Nowego Tomyśla w 2014 roku

## Zabytki

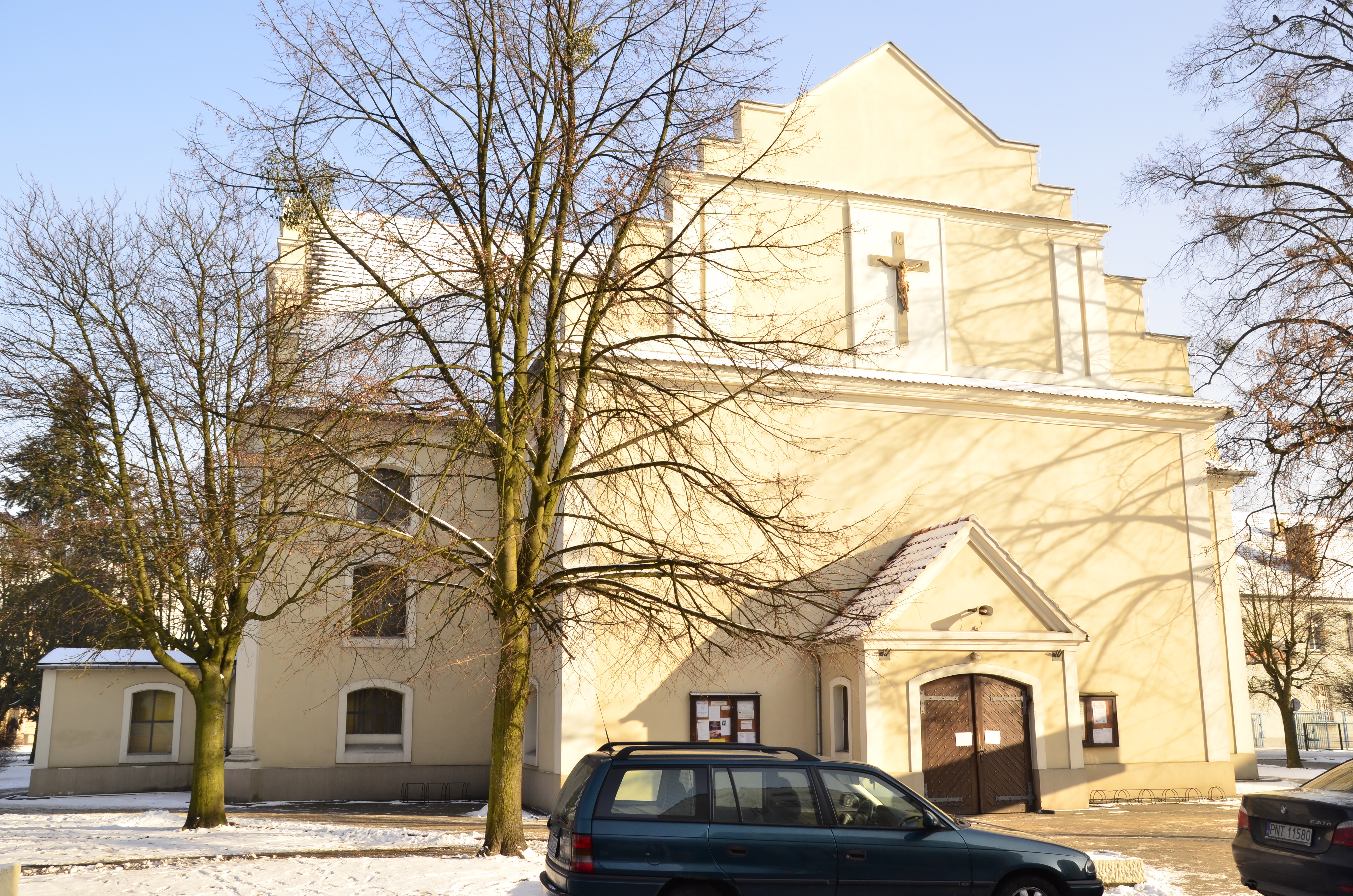
Kościół pw. Najświętszego Serca Pana Jezusa z 1780 r. (dawny zbór ewangelicki)

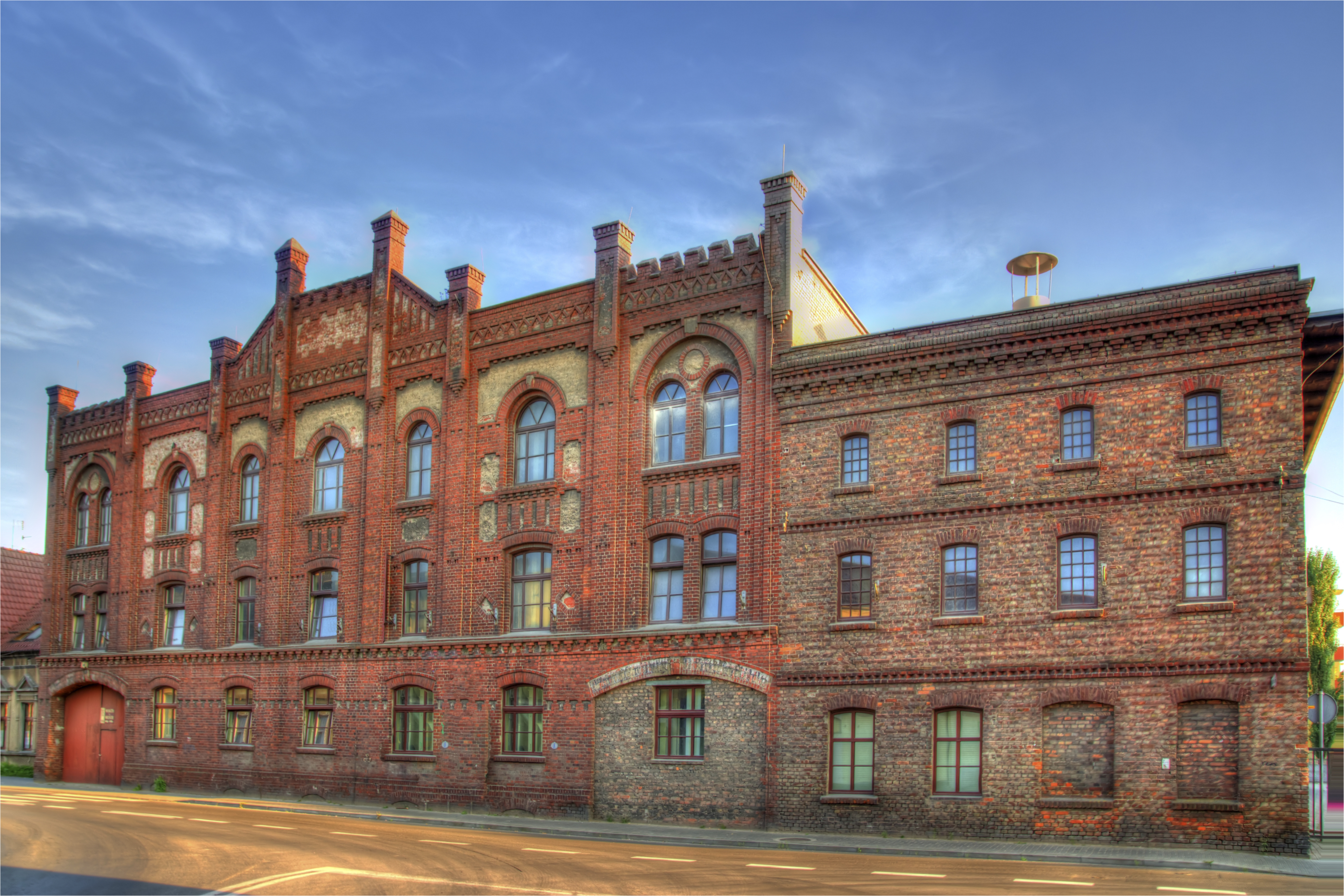
Zabytkowy młyn

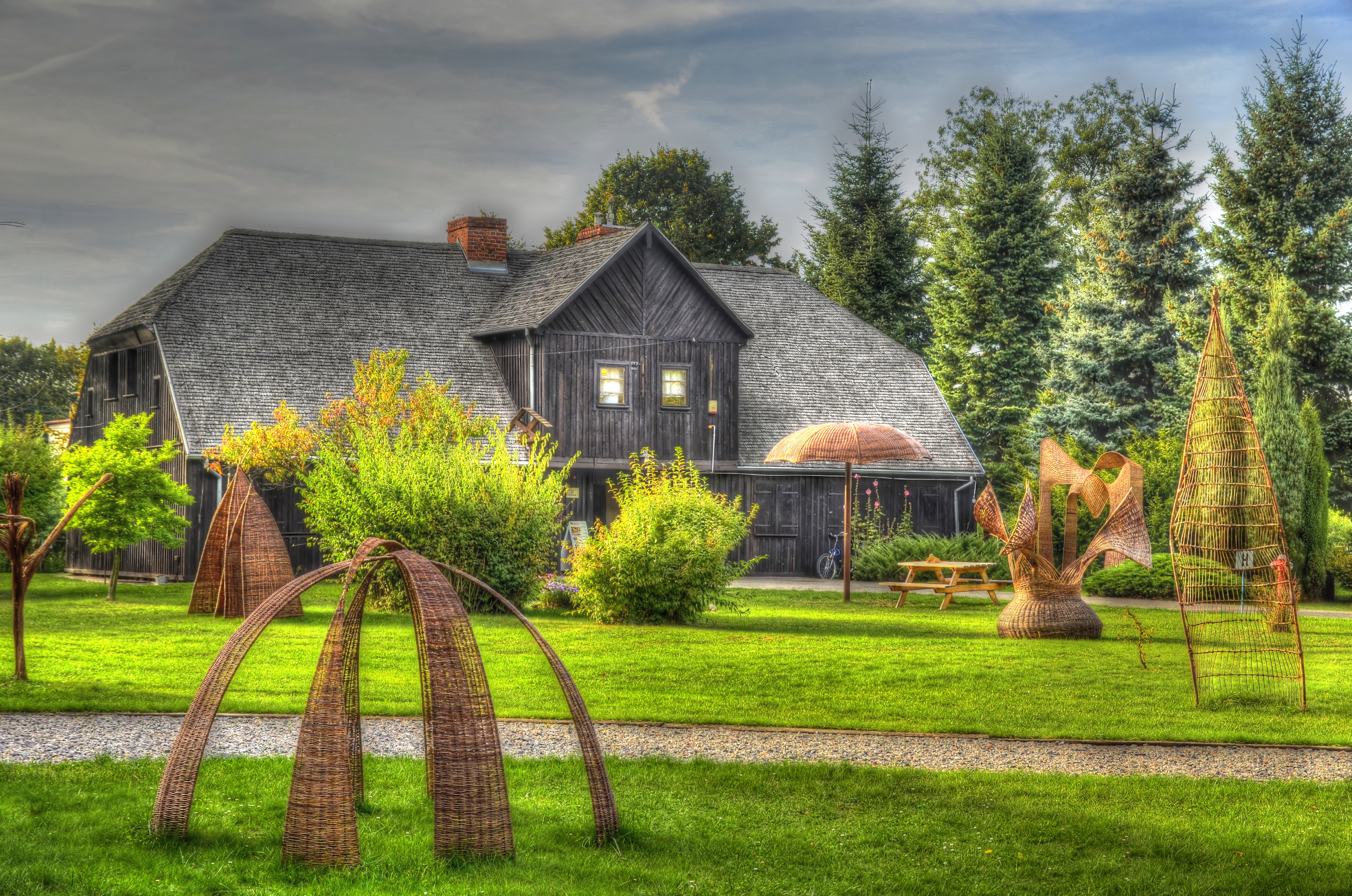
Dom szachulcowy z końca XVIII (obecnie Muzeum Wikliniarstwa i Chmielarstwa)

- kościół pw. Najświętszego Serca Pana Jezusa – pierwotnie zbór ewangelicki z 1780 r., na planie krzyża greckiego o równych ramionach
- ratusz z 1879 r., obecnie siedziba sądu
- budynek poczty z 1884 r. przy ul. Piłsudskiego
- młyn z 1885 r. przy ul. Zbąszyńskiej
- kościół Najświętszej Maryi Panny Nieustającej Pomocy z 1895 r.
- kamienice z drugiej połowy XIX w. i początków XX w. (m.in. pl. Chopina 17, ul. Poznańska 8)

## Wspólnoty wyznaniowe

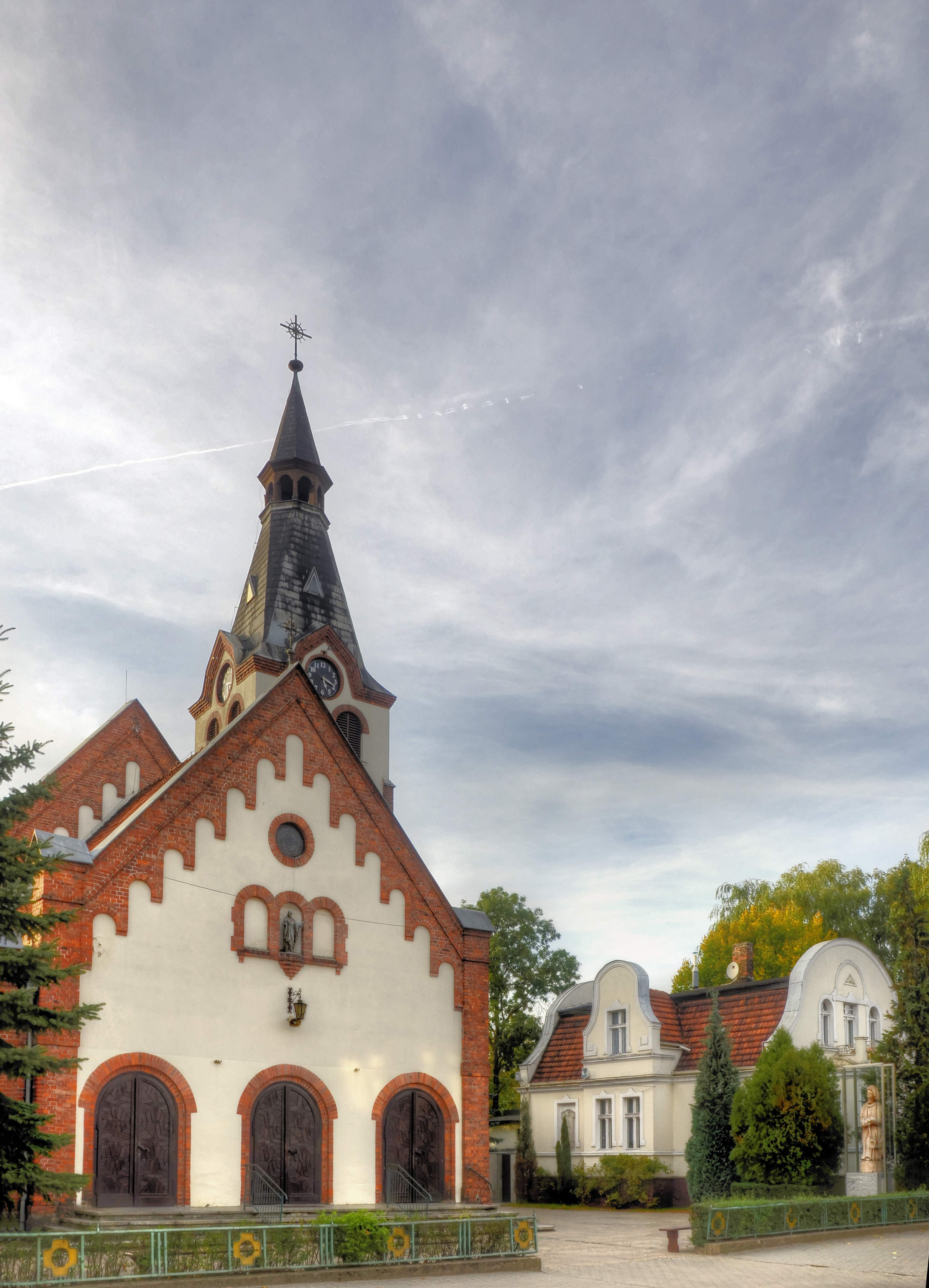
Kościół par. pw. MB Nieustającej Pomocy z 1896 r. i dom proboszcza

- Kościół Ewangelicznych Chrześcijan w RP:
  - Zbór Kościoła Ewangelicznych Chrześcijan[11]
- Kościół rzymskokatolicki:
  - Parafia Najświętszego Serca Pana Jezusa w Nowym Tomyślu[12]
  - Parafia Najświętszej Maryi Panny Nieustającej Pomocy w Nowym Tomyślu[13]
- Świadkowie Jehowy:
  - dwa zbory: Nowy Tomyśl–Wschód (w tym grupa rosyjskojęzyczna), Nowy Tomyśl–Zachód z Salą Królestwa[14].

## Gospodarka
Na terenie gminy Nowy Tomyśl działa kilka znaczących firm. Do największych należy Fabryka Narzędzi Chirurgicznych „Chifa”, dziś znana pod nazwą „Aesculap Chifa” sp. z o.o., należąca do koncernu B.Braun Melsungen AG. Inne duże firmy to: zatrudniająca ponad 2 tys. pracowników PHOENIX CONTACT sp. z o.o., zajmująca się m.in. produkcją aparatury łączeniowej i rozwiązań interfejsowych do automatyki przemysłowej, BEROTU sp. z o.o., zajmująca się produkcją mebli dla szwedzkiego koncernu IKEA, KIEL POLSKA sp. z o. o., produkująca siedzenia autobusowe i kolejowe, spółdzielnia mleczarska „Top-Tomyśl”, czy JOSERA - firma produkująca suchą karmę dla zwierząt domowych. Z kolei w Paproci  położona jest firma BARTEX Bartol sp. z o.o. - jeden z największych polskich importerów win oraz sprzedawca wyrobów spirytusowych i płynów do dezynfekcji. W Borui Nowej swoją siedzibę ma FILTROWENT sp. z o.o. Sp. k., produkująca m.in. odpylacze, zasuwy pneumatyczne, silosy do trocin i na biomasę. Na terenie tej samej miejscowości znajduje się jeden z większych zakładów budowlanych w regionie wraz z betoniarnią - CAŁUS sp. z o. o. Sp. k. - firma z 30-letnim doświadczeniem w branży. W Glinnie z kolei funkcjonuje firma ARGO YACHT, specjalizująca się w budowie i sprzedaży jachtów motorowych wypornościowych, o niskim zanurzeniu.

## Rolnictwo

### Historia uprawy chmielu[15]
Pierwsze plantacje chmielu w okolicach Nowego Tomyśla pojawiły się pod koniec drugiego dziesięciolecia XIX w., a do jego intensywnego rozwoju w drugiej połowie XIX w. przyczynił się niemiecki kupiec pochodzenia żydowskiego – Józef Jakub Flatau.
Flatau sprowadzał w rejon Nowego Tomyśla szlachetne odmiany chmielu, a po wielu żmudnych doświadczeniach wyhodował także swoje własne odmiany. Chmiel z Nowego Tomyśla z roku na rok zdobywał coraz więcej nagród na wystawach krajowych i zagranicznych, a jego cena nieustannie rosła. Hermann Tietz w swoim szkicu biograficznym Józefa Jakuba Flataua pisze, że cena nowotomyskiego chmielu wzrosła z 9 talarów za cetnar w 1837 roku do 160 talarów w 1861 roku, co przyczyniło się do wzrostu zamożności wielu mieszkańców Nowego Tomyśla i okolic. Nowotomyski chmiel był już wykorzystywany jako surowiec nie tylko w lokalnych browarach (m.in. do produkcji słynnego piwa grodziskiego), ale także eksportowany do innych regionów Prus, a nawet za granicę (zwłaszcza odmiana lokalna). Było to możliwe z jednej strony dzięki wzrostowi wiedzy agrotechnicznej wśród plantatorów, a z drugiej strony dzięki działaniom marketingowym Flataua. W 1858 r. Józef Flatau został uhonorowany przez władze Nowego Tomyśla honorowym obywatelstwem (Hermann Tietz podaje, że miało to miejsce w 1864 roku).
Z wydawnictwa nowotomyskiego magistratu z 1873 roku Wiadomości o chmielu w Nowym Tomyślu wynika, że obszar plantacji chmielu w okolicy Nowego Tomyśla był największy w całych Prusach i stanowiły one jedyne źródło utrzymania dla ok. 10 tysięcy ludzi. W 1860 roku dochody z uprawy chmielu w tym regionie wyniosły 2,2 mln talarów.
Od połowy XIX w. odbywały się w Nowym Tomyślu jarmarki chmielarskie, na które przyjeżdżali także plantatorzy z Czech i Śląska. Dzięki uprawom chmielu miasto ożywiło się gospodarczo, a liczba jego mieszkańców systematycznie rosła.
Obecnie plantacje chmielu w okolicach Nowego Tomyśla obejmują obszar ok. 90 hektarów.

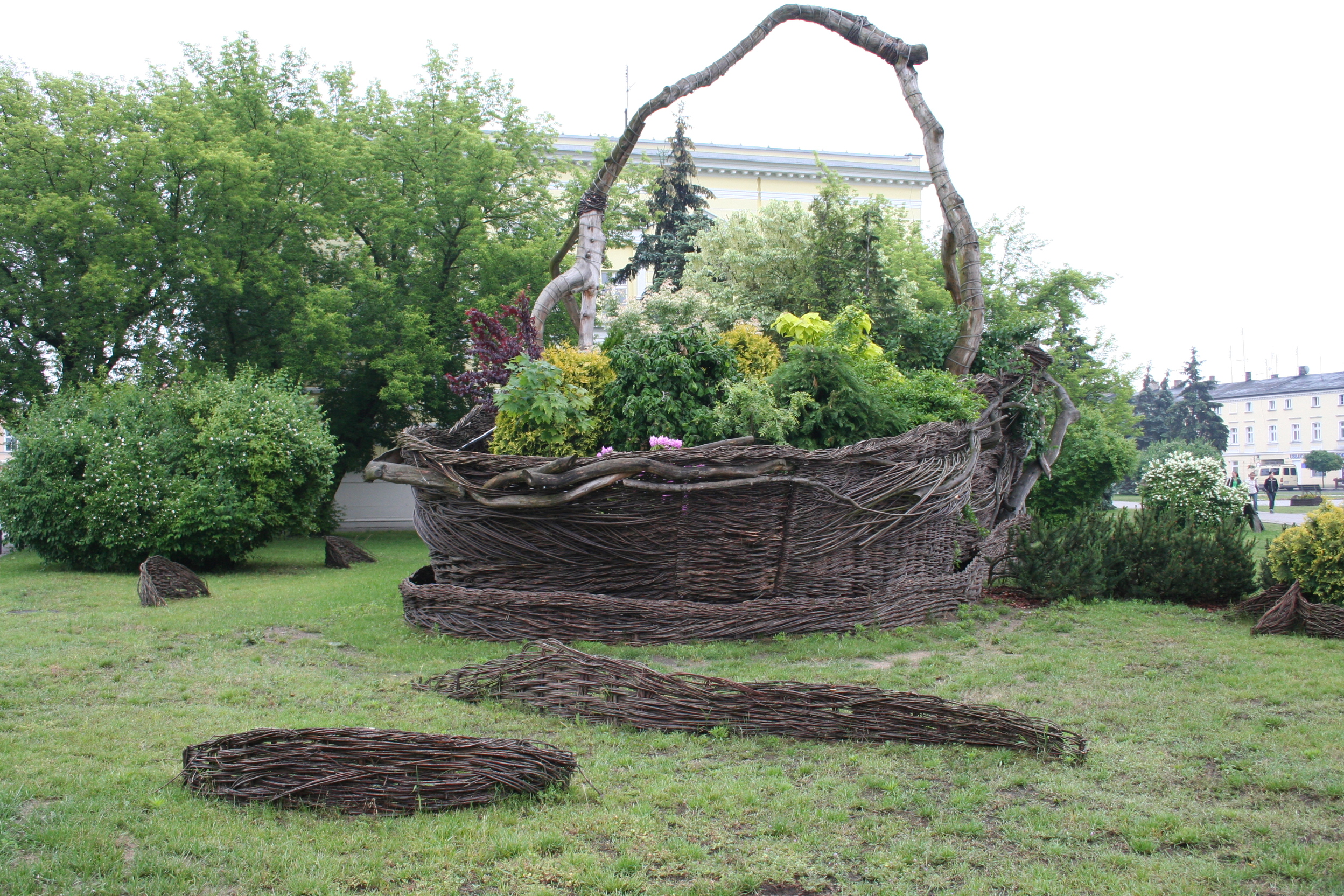
Największy wiklinowy kosz świata z 2006 roku

W całym kraju Nowy Tomyśl słynie też jako miasto wikliniarzy. Tradycje te sięgają XIX w., kiedy w te okolice sprowadzono z Ameryki Północnej specjalne odmiany wikliny. W mieście co roku w ostatni weekend wakacji organizowany jest Jarmark Chmielo-Wikliniarski. W 1985 r. założono tutaj Muzeum Wikliniarstwa i Chmielarstwa (oddział Muzeum Narodowego Rolnictwa i Przemysłu Rolno-Spożywczego w Szreniawie).

## Sport
- Ludowy Klub Sportowy KORONA Bukowiec - klub sportowy obejmujący sekcję łuczniczą oraz piłkarską występującą w A-klasie.
- NAP Polonia Nowy Tomyśl – klub sportowy występujący w A-klasie.
- UKS Dream Team Nowy Tomyśl - koszykówka, 8-krotny mistrz Wielkopolski w kategoriach młodzieżowych w latach 2017-2023.
- TS 05 Nowy Tomyśl – klub piłkarski występujący w B-klasie.
- KS SAM Jastrzębsko Stare - klub piłkarski występujący w B-klasie.
- Ludowy Klub Sportowy BORUSJA Boruja Kościelna - klub piłkarski występujący w B-klasie.
- Ludowy Klub Sportowy  „Budowlani - Całus ” Nowy Tomyśl – podnoszenie ciężarów.
- MOS MUKS Kangur Nowy Tomyśl – siatkówka.
- NASZACH Nowy Tomyśl - Nowotomyska Akademia Szachowa.
- klub Karate Kyokushin Kanku.
- stowarzyszenie "Akademia Zapasów".
- Nowotomyski Klub Tenisowy.

## Samorząd
Nowy Tomyśl dwukrotnie zajmował czołową lokatę wśród miast powiatowych w Wielkopolsce pod względem dochodu budżetowego samorządu terytorialnego per capita, i czternastą w kraju. W 2019 było to 4245,12 zł na mieszkańca, w 2020: 4242,20 zł.

## Turystyka
KTA Szarka – klub turystyki aktywnej powstały w 2002 r. Skupia młodzież oraz dorosłych z gminy Nowy Tomyśl. Organizator m.in. trzydniowego Rajdu Szlakiem Chmielu i Wikliny.

## Współpraca międzynarodowa
Miasta partnerskie
- Biesenthal
- Goch
- Sulęcin
- Dębno
- Radzyń Podlaski[19]